# 飯島彰敏
飯島 彰敏（いいじま あきとし、1979年12月3日 -）は、地方競馬の浦和競馬場土屋千賀子厩舎に所属していた元騎手。勝負服の柄は赤、黄鋸歯形。埼玉県出身、血液型A型。地方競馬教養センター長期騎手課程第72期生。

## 来歴
2000年9月29日付けで地方競馬騎手免許を取得。同年10月9日第7回浦和競馬1日目第6競走C3七組条件戦ビッグチェリーで初騎乗（12頭立て7番人気9着）。
2002年11月27日第8回浦和競馬3日目第5競走C3四組条件戦をサボイで優勝（11頭立て10番人気）し、129戦目で初勝利。
2004年1月15日付けで引退した。
地方通算成績は189戦1勝・2着3回・3着11回・勝率0.5%・連対率2.1%